# NOS Journaal
Das NOS Journaal ist eine Nachrichtensendung des niederländischen öffentlich-rechtlichen Fernsehens NOS. Ausgestrahlt wird er über die Kanäle NPO 1 und NPO 2. Von Montag bis Freitag wird ab 6:30 Uhr halbstündlich und nach 9:00 Uhr bis zum Abend stündlich gesendet. Als Magazin erscheint das Journal um 18.00 Uhr, 20.00 Uhr und etwa um Mitternacht. Es versorgt auch den Nachrichtenblock der Sendung Nieuwsuur. Bis 2005 wurde das Journal auch für das Radio produziert.

## Geschichte

### NTS Journaal

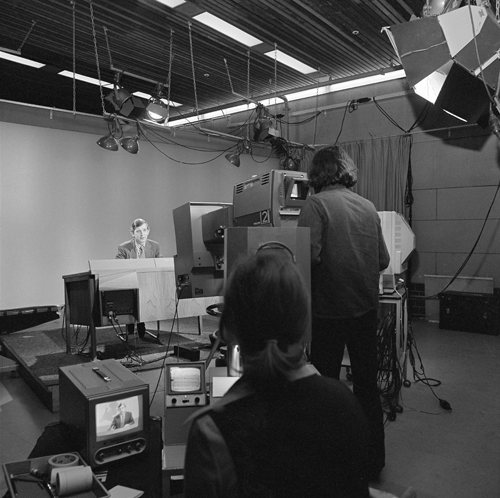
NOS Journaal 1974

Die NTS (Nederlandse Televisie Stichting, die Vorläuferorganisation der Nederlandse Omroep Stichting (NOS)) strahlte ab dem 5. Januar 1956 dreimal pro Woche das NTS-Journaal aus. Beteiligt war hier auch Jan-Willem (Wim) Rengelink, der zuvor unter der deutschen Besatzung heimlich gedruckte Widerstandzeitungen in Umlauf brachte. Das Journal stand des Weiteren unter der Aufsicht eines Presseausschusses. Die Redaktion unter der Leitung von Carel Enkelaar hatte ihren Sitz in der Villa Beerensteinerlaan 24 im Ortsteil Het Spiegel in Bussum. Dies hatte auch praktische Gründe, da das Studio Vitus, ein ehemaliger katholischer Kirchensaal in Bussum, der im März 1952 für das Fernsehen umgebaut wurde und im März 1971 ausbrannte, gleich in der Nähe lag. Die Herstellung der Filmberichte wurde an das Cinecentrum Hilversum ausgelagert. Diese Sendungen dauerten 15 Minuten und hatten keinen Moderator. Allerdings war Coen van Hoewijk als Reporter zu sehen. Ab dem 3. Oktober 1957 wurde Van Hoewijk auch der erste Fernsehnachrichtensprecher der Niederlande.
Im Sommer 1962 zog die expandierende Nachrichtenredaktion in eine Notunterkunft auf dem Gelände hinter den beiden NTS-Villen in der Emmastraat 51 und 53 in Hilversum. Das erste NTS-studio in Den Haag wurde 1965 eingerichtet (in einem ehemaligen Bezirksamt an der Korte Voorhout 9). Im Jahr 1965 trat erstmals eine Frau als Moderatorin in Erscheinung, Eugènie Herlaar (1039–2024). Sie hatte eine dunkle Hautfarbe und nahm so bereits unbeabsichtigt die später populäre Diversität im Rundfunk vorweg. Später nahm die Zahl der Sendungen weiter zu. Ab dem 1. Oktober 1966 wurde das Journal aus dem Hilversumer Studio Santbergen ausgestrahlt.

### NOS Journaal
Der Nederlandse Omroep Stichting (NOS) entstand 1969, nachdem der NTS mit der Nederlandse Radio Unie (NRU) fusionierte. Am 1. April 1970 wurde aus dem neuen Studio 5 im Media Park in Hilversum mit der Ausstrahlung in Farbe begonnen.
Am 6. Januar 1973 um 20.00 Uhr hielt der Teleprompter Einzug in die Studiotechnik, mit diesem die Moderatoren unterbrechungsfrei in die Kamera sprechen konnten. Zuvor mussten sie die Meldungen vom Blatt ablesen.
Am Montag, den 21. Mai 1973 nahm die Redaktion endgültig Abschied von den einfachen Behausungen an der Emmastraat und zog um in ein 30 Meter langes Nachrichtenstudio im Mediapark.
Die mehr als 100 Mitarbeiter zogen dann nochmal im Februar 1985 in ein festes Gebäude um, das offiziell als NOS-Schalt- und Präsentationszentrum bezeichnet wurde, aber bald den Namen Videocentrum erhielt. Dort wurde eine ganze Etage mit einem Studio zur Verfügung gestellt, das nicht mit den anderen Sendern geteilt werden musste. 1.000 Quadratmeter waren für den Nachrichtendienst reserviert. Das damals neue Studio 7 mit fünf Newsroom-Sets erhielt 170 Quadratmeter.
Am 25. Februar 1985 wurde die Doppelmoderation eingeführt. Der Grund bestand darin, der Sendung mehr Lebendigkeit zu verschaffen. Am Anfang und am Ende waren die beiden Moderatoren zu sehen, wobei ein Moderator die Ansagen machte; in der übrigen Zeit wurde jedes Thema von einem Nachrichtensprecher abgedeckt, wobei auch ein Nachrichtensprecher auf dem Bildschirm zu sehen war. Einige Monate später wurde die Doppelmoderation aufgrund von Personalengpässen während der Sommerferien bereits wieder abgeschafft und dann auch nicht wieder aufgenommen, weil sie angeblich nicht ankam.
Am 2. Oktober 1989 erhielt das NOS Journaal Konkurrenz durch das, von einem privaten Anbieter betriebene, Magazin Veronique Nieuws (später RTL Nieuws).
Ab Dezember 1999 konnte man die jeweils letzte Sendung des NOS Journaal im Internet auf omroep.nl abrufen. 2003 erhielt das NOS Journaal eine eigene Website. 2004 wurde das digitale Nachrichten- und Informationsprogramm „NOS Journaal 24“ (heute „NPO Politiek en Nieuws“) gestartet.
Das aktuelle Design stammt vom Dezember 2016. Das zur Produktion des NOS-Journaals eingesetzte Studio 8 wurde zuletzt im Herbst 2016 umgestaltet. Zu den bemerkenswerten Änderungen bereits im Jahr 2012 gehörte, dass sich die Kamera nun mehr im Studio bewegte und der Moderator nicht mehr nur saß, um die Nachrichten zu verlesen, sondern weitgehend oder ganz im Mittelpunkt stand. Laut NOS sollte dies der Nachrichtenredaktion mehr Charisma verleihen und die Nachrichten auf direktere Weise vermitteln.

## Ausstrahlungen

### Abends
Das NOS-Journaal um 20.00 Uhr ist das wichtigste und auch ausführlichste Bulletin, das etwa 25 Minuten dauert. Die Themen sind länger und umfassender als in dem Format um 18:00 Uhr. Die Nachrichtensendung schließt mit einem ausführlichen Wetterbericht ab. Von 1964 bis 1976 war dieses Journal gleichzeitig auf den Sendern Nederland 1 und 2 (heutige Namen NPO 1 und NPO 2), und von 1976 bis 1983 ausschließlich auf Nederland 2. Dies wiederholte sich zwischen 1988 und 1991. In diesen Zeitabschnitten gab es auf Nederland 1 ein kurze Nachrichtensendung um 19:00 Uhr. Ansonsten war und ist die Sendung ausschließlich auf Nederland 1 (später NPO 1) zu empfangen. Zwischen 1988 und 1996 wurden die 20-Uhr-Nachrichten auch zeitgleich auf Nederland 3 ausgestrahlt; zunächst werktags, später nur noch sonntags. Bei großen Sportereignissen wie der Europameisterschaft, der Fußballweltmeisterschaft oder den Olympischen Spielen werden alle NOS-Journale auf NPO 2 ausgestrahlt, um auf den anderen Sendern Platz für die Berichterstattung über diese Ereignisse zu schaffen. Darüber hinaus werden auch während der Übertragung der Veranstaltung selbst Kurznachrichten gesendet. Hierfür sitzt dann ein Nachrichtensprecher im Studio der Veranstaltung.
Seit 1963 werden spät in der Nacht Nachrichten ausgestrahlt. Das 22-Uhr-Journal (1983 bis 1989 um 22.30 Uhr und ab 1990 um 23 Uhr) gibt es seit dem 6. September 2010 nicht mehr. Seitdem gibt es jedoch einen Nachrichtenblock in der Sendung Nieuwsuur, der von einem NOS-Nachrichtensprecher präsentiert wird.
Im Herbst 1991 wurde das 18:00 Uhr-Journal im 15 Minuten-Format vorgestellt. Die Nachrichten sind etwas knapper als in den Acht-Uhr-Nachrichten und nur manchmal werden die Berichte mit einigen Hintergrundinformationen eingeleitet. In der Vergangenheit waren die Unterschiede zu den 20:00 Uhr-Nachrichten geringer. Die Sendung endet mit einem umfassenden Wetterbericht.
Wenn es sehr wichtige Nachrichten gibt, sind die Nachrichtensendungen oft länger und/oder es werden zusätzliche Nachrichtensendungen gesendet. Es kann auch vorkommen, dass auf NPO 1 nur aktuelle Entwicklungen ausgestrahlt werden und andere Sendungen Platz machen müssen. Diese Sendungen werden von zusätzlichen Aktualisierungen über eine Laufschrift am unteren Bildschirmrand begleitet.
An den Wochenenden sind die Abendbulletins in der Regel kürzer.

### Tagsüber
Im Jahr 1984 wurden die 17:30-Uhr-Nachrichten am Nachmittag eingeführt. Die Moderatorin Maartje van Weegen saß hinter einem runden Tisch, an dem Gäste Platz nehmen konnten, um von ihr interviewt zu werden. An den Wochenenden gab es ebenfalls Nachrichten um 17:30 Uhr, allerdings als Kurznachrichten in der gewohnten Umgebung und mit einer anderen Moderatorin.
In den Jahren 1987 und 1988 wurde sonntags eine Wochenschau ausgestrahlt, die die Nachrichten der vorangegangenen Woche wiederholte. Es handelte sich um fortlaufendes Material von Tag zu Tag, und es gab keinen Moderator.
Im Herbst 1991 verschwanden die Halbsechs-Nachrichten und die 16-Uhr-Nachrichten wurden eingeführt. Ende August 1993 begann die öffentlich-rechtliche Rundfunkanstalt mit dem Tagesfernsehen. NOS sendet nun um 7 Uhr, 8 Uhr, 9 Uhr und 13 Uhr Wochenschauen.
Im Jahr 2004 wurde die Zahl der werktäglichen Sendungen weiter ausgebaut. Von 7.00 bis 9.00 Uhr gab es nun zur vollen und halben Stunde eine neue Sendung auf Nederland 1 (später NPO 1). In den Wochen, in denen kein Frühstücksprogramm ausgestrahlt wurde, wurden diese Sendungen kontinuierlich wiederholt. Diese Nachrichtensendungen wurden gleichzeitig auf NPO 2 mit einem Gebärdensprachdolmetscher ausgestrahlt. Von 9 bis 17 Uhr gab es nun stündlich eine Sendung auf NPO 1 oder NPO 2. Die meisten Wochenschauen wurden auf NPO 1 oder NPO 2 bis zur nächsten neuen Wochenschau wiederholt. Seit dem 27. August 2012 gibt es auch eine Journal um 6.30 Uhr.
Die Morgensendungen enthielten eine Mischung aus aktuellen Nachrichten, den Nachrichten des Vorabends, Sportnachrichten und dem Wetter. Bis 10.00 Uhr enthielt die Rubrik Verder Vandaag kurze Nachrichten ohne Bild. Ab 10.00 Uhr wurden die Berichte länger, und manchmal war auch Platz für ein Interview mit einem Reporter. Ab dem 15. Februar 2016 gab es um 12.00 und 15.00 Uhr eine längere Sendung mit regionalen Nachrichten, die von Moderatoren mit Erfahrung in der Region präsentiert wurden. Um 13 Uhr gab es eine längere Sendung mit einem Sportblock, der von einem Moderator von NOS Sport präsentiert wurde.
Die ersten Nachrichten werden bisher samstags um 13 Uhr und sonntags um 12 Uhr gesendet. Dann gibt es keine Sportnachrichten. Außerdem gibt um 17 Uhr eine kurze Meldung.

### Radio
Die Radionachrichten sind die ältesten Sendungen der NOS und werden 24 Stunden am Tag ausgestrahlt. Seit dem 1. Oktober 1925 werden die Nachrichtensendungen im Auftrag der aller Sendeanstalten ausgestrahlt. Zunächst von der Nachrichtenagentur Vaz Dias, später vom Algemeen Nederlands Persbureau (ANP). Seit 1995 werden die Nachrichten der öffentlichen Rundfunkanstalten von der NOS erstellt und ausgestrahlt. Am 17. Dezember 2005 wurde der Name NOS Radionieuws in NOS Journaal geändert. Tagsüber gibt es getrennte Nachrichtensendungen für NPO Radio 2 und NPO Radio 5, die auf das Zielpublikum des Senders zugeschnitten sind.
Auf NPO 3FM werden die Nachrichten zwischen 6 Uhr morgens und 23 Uhr abends (bis Januar 2016 bis 19 Uhr) von NOS op 3 gesendet. In den übrigen Stunden ist das NOS Journaal zu hören. Darüber hinaus liefert NOS stündliche Radiobulletins für NPO Radio 4, alle regionalen öffentlich-rechtlichen Sender und viele lokale Sender. In den Abend- und Nachtstunden sind diese speziellen Nachrichten auch auf den anderen nationalen Radiosendern zu hören.
Auf NPO Radio 1 ist das Radio 1 Journaal werktags von 6:00 bis 9:30 Uhr und samstags von 7:00 bis 8:30 Uhr zu hören. Darüber hinaus veranstaltet die NOS zusammen mit der NTR auf demselben Kanal werktags von 17.00 bis 18.30 Uhr die Sendung News und Co.
Die Nachrichtensendungen der nationalen Radiosender und der meisten regionalen Sender werden fast immer live übertragen. Bei den lokalen Sendern wird die gleiche Meldung einige Minuten vor der vollen Stunde aufgezeichnet. Manchmal entscheiden sich nationale und regionale Sender auch für diese vorher aufgezeichnete Meldung, z. B. um die Musiklängen anzupassen.

## Redaktionsräume und Studios
Die Redaktionen aller Nachrichtensendungen der NOS arbeiten zusammen unter dem Namen NOS Nieuws im NOS-gebouw im Media Park in Hilversum. Die Fernsehsendungen erfolgen aus Studio 8 und Studio 10.
In der Stadt des niederländischen Regierungssitzes, Den Haag, befindet sich zudem eine Politik-Redaktion. Es gibt hier ein voll ausgestattetes Radio- und Fernsehstudio, dass auch direkt senden kann. Das geschieht zum Beispiel, wenn ein Kabinett zurückgetreten ist.

## Gestaltung

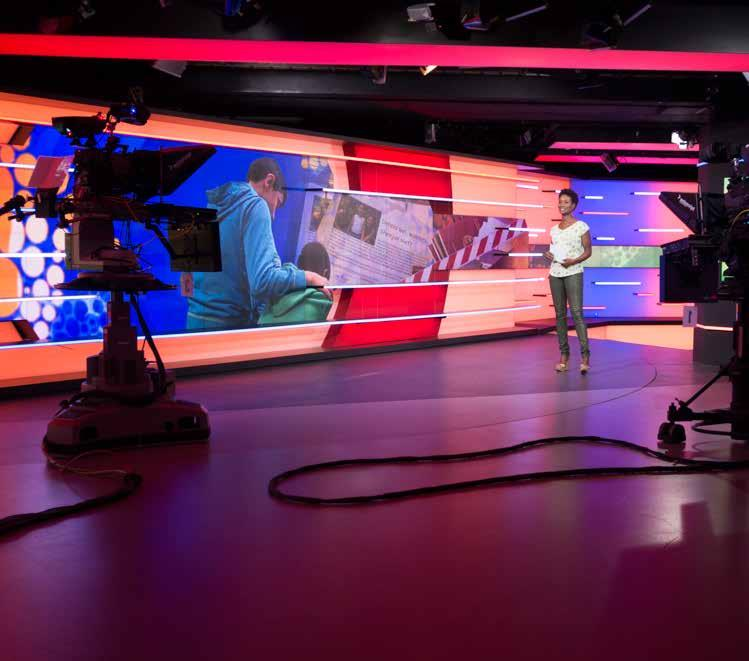
Das Dekor des NOS Journaal zwischen 2012 und 2017, hier in den Farben des NOS Jeugdjournaals

Das Design der Wochenschau wurde mehrmals geändert. Der erste Vorspann für das NTS-Journaal war sofort umstritten, da er in einer kurzen Ballettszene Tänzerinnen in kurzen Röcken und die Tänzer in (den beim männlichen Balletttanz üblichen) Strumpfhosen zeigte. Der NCRV beanstandete dies und so verschwand dieses Fragment aus dem Vorspann.
Das Eingangs-Jingle wird von einem Gong dominiert mit Ausnahme der Zeit zwischen 1988 und 1995. Der Komponist Stephen Emmer, Sohn des NOS-Nachrichtensprechers Fred Emmer, nutzte für das neue Jingle, das von 1995 bis 2001 eingesetzt wurde, den historischen Gong der Erstsendung von 1956. Nach langer Suche fand er diesen Gong im Wereldmuseum Amsterdam, wo er Teil einer nicht ausgestellten Sammlung war. Da das Musikinstrument einen kleinen Riss hatte, musste der Klang nachbearbeitet werden.
Seit dem 6. September 1988 unterscheiden sich auch die Vorspänne für jedes Journal. Dadurch wird deutlicher, ob es sich beispielsweise um die 20-Uhr-Nachrichten oder die halbstündlichen Nachrichten handelt. Der Vorspann, der vom 6. September 1988 bis zum 31. Dezember 1994 verwendet wurde, war der erste, der dies gut zeigte. Die farbigen Rechtecke standen für die Zeiten der Wochenschau: Gelb für die 16-Uhr-Wochenschau (bis 1991 17.30 Uhr und ab August 1993 auch für die Morgen- und 13-Uhr-Journaal), Grün für die 18-Uhr-Sendung (bis 1991 19 Uhr), blau für die 20-Uhr-Nachrichten, violett für die 22-Uhr-Nachrichten (bis 1989 22:30 Uhr und ab 1990 23.00 Uhr), rot für die Spätnachrichten (auch für die Extra-Nachrichten), grau für die Wochennachrichten und alle Balkenfarben, also bunt, für die Jugendnachrichten.
Am 1. Januar 1995 wurde die Methode auf die neuen Vorspänne übertragen. Die vielen Kreise in Form eines Gongs mit der Erde in der Mitte sollen den Tag darstellen.
Am 8. Januar 2001 wurde das Design erneut überarbeitet. Einige Elemente des vorherigen Pakets wurden beibehalten. So stand die Weltkugel immer noch im Mittelpunkt, aber die verschiedenen Farben wurden nicht beibehalten; alle Vorspänne waren blau mit leichten Unterschieden: blau und weiß für die Morgen- und Nachmittagsnachrichten und die 18-Uhr-Nachrichten, ganz blau für die 20-Uhr-Nachrichten und blau und lila für die 22-Uhr- und die Spätnachrichten. Im Sommer gab es auch einen gelben Vorspann für die Morgennachrichten.
Am 17. Dezember 2005 erhielt der NOS Journaal ein neues Design, das von der britischen Agentur Lambie-Nairn entworfen wurde. Die Logos, Intros und Kulissen der NOS-Programme wurden somit zunehmend ähnlicher, um die Wiedererkennbarkeit zu erhöhen. Auch die NOS erhielt ein neues Logo. Im NOS-Logo wurde der Buchstabe O rot und tauchte in den Leitern und in den Studioneinrichtungen als roter runder Tisch auf. Alle NOS-Programme erhielten den Zusatz 'NOS' vor dem Programmnamen. Die NOS Radio News wurden zu NOS Journaal. Der Nachrichtenteil des NOS Teletext heißt seither ebenfalls NOS Journaal.
Am 27. Mai 2012 wurde der Hausstil erneut erneuert. Farblich ähnelt der Stil dem von 2005. Eine auffällige Änderung war, dass die Moderatoren im Set stehend und gehend präsentieren. Ein Großteil des Sets besteht aus Bildschirmen, die Standbilder aus den Nachrichten zeigen. Auch die Moderatoren, Melodien und Kulissen der anderen NOS-Programme erhielten einen neuen Stil.
Am 2. Dezember 2016 haben sich der Stil des Hauses und vor allem die Studios erneut geändert. Das Studio der sechs- und achtstündigen Nachrichten wird nun mit der Aktuellen Stunde geteilt. Das runde Studio besteht aus großen gewölbten, im Kreis angeordneten, Bildschirmen, die fast das gesamte Studio abdecken. Dies ermöglicht auch ein einfaches Wechseln zwischen dem NOS Journaal, Nieuwsuur und dem NOS Jeugdjournaal.

## Mitarbeiter
Im Laufe der Jahre gab es viele wechselnde Gesichter. Unter vielen anderen präsentierten und präsentieren Pia Dijkstra, Eef Brouwers, Frits Thors, Pia Dijkstra, Rob Trip, Jeroen Overbeek, Saïda Maggé und Simone Weimans das NOS-Journaal (weitere siehe Weblinks).

## Sonstiges

### Arbeitsniederlegungen
Am 29. und 30. November 1961 wurde das NTS Journaal wegen eines Streiks der NTS-Mitarbeiter nicht ausgestrahlt. Am 2. Mai 1977 wurde das NOS Journaal wegen eines Streiks der NOS-Tontechniker nicht ausgestrahlt. Am 17. April 1985 wurde das NOS Journaal wegen eines Rundfunkstreiks nicht ausgestrahlt.

### Falschbehauptung
In einer Sendung vom 1. September 2014 verwendete NOS Aufnahmen eines Gesprächs zwischen dem russischen Präsidenten Wladimir Putin und dem BBC-Journalisten John Sweeney, schnitt aber die ausführliche Antwort des Präsidenten heraus. Der Zuschauer sieht dann, wie Putin weggeht, als wolle er den BBC-Journalisten völlig ignorieren. Im eingesprochenen Begleittext heißt es dann: „Präsident Putin hat stets jegliche Beteiligung am Kampf der prorussischen Separatisten in der Ostukraine bestritten. Als der BBC-Reporter Putin eine Frage dazu stellen will, wird er völlig ignoriert“. Später wies der Chefredakteur der NOS News, Marcel Gelauff, darauf hin, dass es nicht hilfreich war, von Ignorieren zu sprechen; schließlich komme Putin doch ins Gespräch. Der russische Präsident ignorierte jedoch den Kern der Frage und sprach nur in Allgemeinplätzen über die Ukraine. In einer späteren Sendung wurde für diese Darstellung eine Entschuldigung abgegeben.

### Geiselnahme
Am 29. Januar 2015 wurde, nach einem kurzen Beginn das Journaal um 20:00 Uhr nicht weiter ausgestrahlt, da ein bewaffneter Eindringling verlangte ins Studio 8 geführt zu werden. Er wollte Sendezeit erzwingen, um „Dinge zu sagen, die zu wichtigen Themen gesagt werden müssen“. Dazu drohte er mit einer angeblichen, von 98 Hackern vorbereiteten, Cyberattacke und acht im Land verteilten Bomben mit radioaktivem Material. Er wurde vom geistesgegenwärtigen Empfang in ein leeres Studio geführt und die Polizei dazu gerufen, die den Angreifer rasch überwältigten. Es entstand daraufhin eine Debatte, wie man einen weiteren solchen Angriff auf den freien Journalismus, der auch vage an den Anschlag auf Charlie Hebdo erinnerte, künftig verhindern könne. Der damalige Bürgermeister von Hilversum (PvdA, 2011–2022), der Journalist Pieter Broertjes, setzte sich jedoch dafür ein, aus dem Mediapark „keinen Bunker“ machen zu wollen.

### Jubiläen
Am 5. Januar 2006 feierte das Journal sein 50-jähriges Bestehen. Zu diesem Anlass wurden die Tagesnachrichten von ehemaligen Nachrichtensprechern gelesen. NOS strahlte an diesem Tag auch den Dokumentarfilm Het schitterende scherm (etwa: der strahlende Bildschirm) über 50 Jahre Journaal aus, der von Pieter Fleury gedreht wurde. Außerdem wurde ein Buch veröffentlicht: „Het Journaal - 50 Jaar Achter De Schermen Van Het Nieuws“ von Ad van Liempt.
Am 5. Januar 2016 feierte das Journaal sein 60-jähriges Bestehen. Wieder einmal wurden die Journalbeiträge von ehemaligen Nachrichtensprechern gelesen. Auf NPO 2 interviewte Dionne Stax einige ihrer Vorgänger in der Villa NOStalgia.